# Krampus

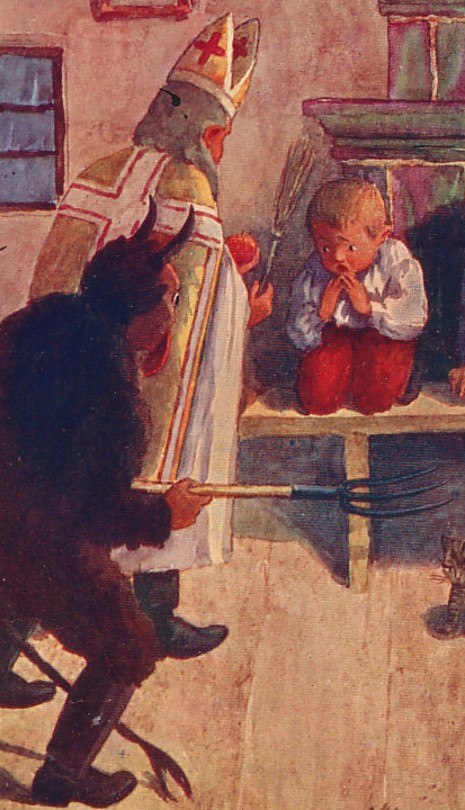
Saint Nicolas et le Krampus visitant un enfant (1900).

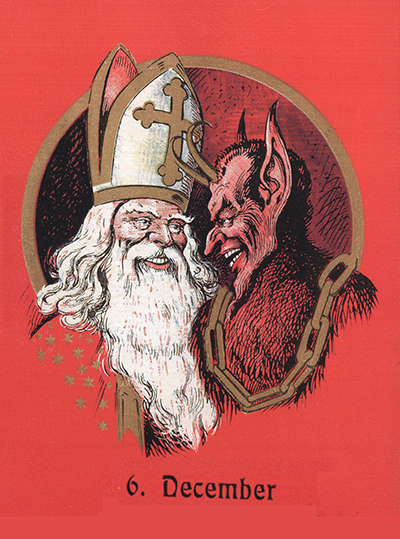
Saint Nicolas et le Krampus (Autriche, début 1900).

Le Krampus est une créature mythique anthropomorphe et munie de cornes, décrite comme « une créature mi-chèvre, mi-démon » et présente dans un certain nombre de folklores européens : en Autriche, en Bavière, Croatie, Tchéquie, Hongrie, Italie du Nord et Tyrol du Sud, en Slovaquie, Slovénie ainsi qu'au Liechtenstein. Ces folklores lui donnent pour rôle, à l'époque de Noël, de punir les enfants qui se sont mal conduits. Il est fréquemment associé à saint Nicolas lors de la fête homonyme, qui, lui, récompense les enfants avec des cadeaux. Son origine reste mal connue, mais certains anthropologues et folkloristes lui attribuent une origine pré-chrétienne voire nordique.

## Description et apparence
Le mot Krampus provient de Krampe, vieux mot haut-allemand signifiant « griffes ».
Krampus est représenté comme une créature démoniaque (soit mi-humain, mi-démon et mi-chèvre) qui accompagne saint Nicolas. Il agit souvent en relation avec ce dernier, saint Nicolas donnant des cadeaux aux enfants sages, alors que Krampus donne des avertissements et des punitions aux mauvais enfants.
Traditionnellement, les jeunes hommes se déguisent en Krampus durant les deux premières semaines de décembre, en particulier dans la soirée du 5 décembre, et  parcourent les rues en effrayant les femmes et les enfants avec des chaînes et des cloches.

## Folklore
Les costumes modernes de Krampus se composent de masques en bois, de peaux de mouton, et de cornes. La fabrication des masques à la main représente un effort considérable.
À Oberstdorf, dans la partie sud-ouest de la Bavière, la tradition du Wilder Mann (« homme sauvage ») est maintenue. La créature de cette tradition est très proche du Krampus, sans toutefois présenter de cornes. Vêtu de fourrure, il effraie les enfants (et les adultes) avec des chaînes et des cloches. Il n'accompagne toutefois pas saint Nicolas.

## Origine
L'histoire du Krampus peut probablement être ramenée à une époque pré-chrétienne dans les régions alpines. Le premier à proposer cette théorie est Maurice Bruce qui, dans un article de 1958, écrit :

« Il semble y avoir peu de doute quant à sa véritable identité, car dans aucune autre représentation, on ne retrouve autant de regalia du Dieu Cornu des Sorcières si bien préservées. 
Le bouleau - abstention faite de sa signification phallique - peut avoir une relation avec les rites d'initiation de certains cercles wicca. Cela dans des rites avec des comportements d'attachement et de flagellation comme une forme rituelle de mise à mort. Les chaînes ont pu être introduites dans une tentative de christianisation du rituel pour "lier le Diable" ou être une persistance d'un rituel païen quelconque. »

L'anthropologue John J. Honigmann écrit, concernant les observations qu'il a faites à Irdning, en Styrie, en 1975 :

« La fête de Saint-Nicolas que nous décrivons ici, incorpore plusieurs éléments culturels qui sont largement répandus en Europe, dans certains cas ils remontent à des époques pré-chrétiennes. 
Saint Nicolas lui-même devint très populaire en Allemagne autour du XIe siècle. La fête de ce saint tutélaire d'enfants est l'une des occasions de l'hiver de fêter les enfants, les autres étant la Saint-Martin, les Saints Innocents ou encore le Nouvel An.
Des diables masqués tapageurs et dérangeants sont connus en Allemagne depuis le XVIe siècle, pendant que des diables avec des masques d'animaux tiennent un rôle  (Schauriglustig ; traduction : 'effrayant') dans des pièces jouées au Moyen Âge dans les églises. Une grande quantité d'écrits de folkloristes européens portent sur le sujet. »

## Galerie

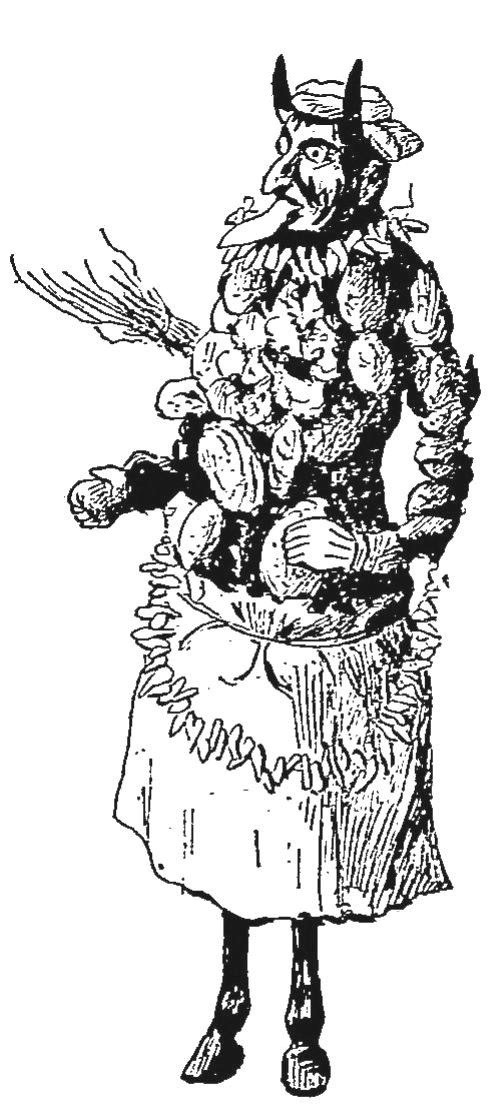
« Crampus » sucré autrichien (1894).
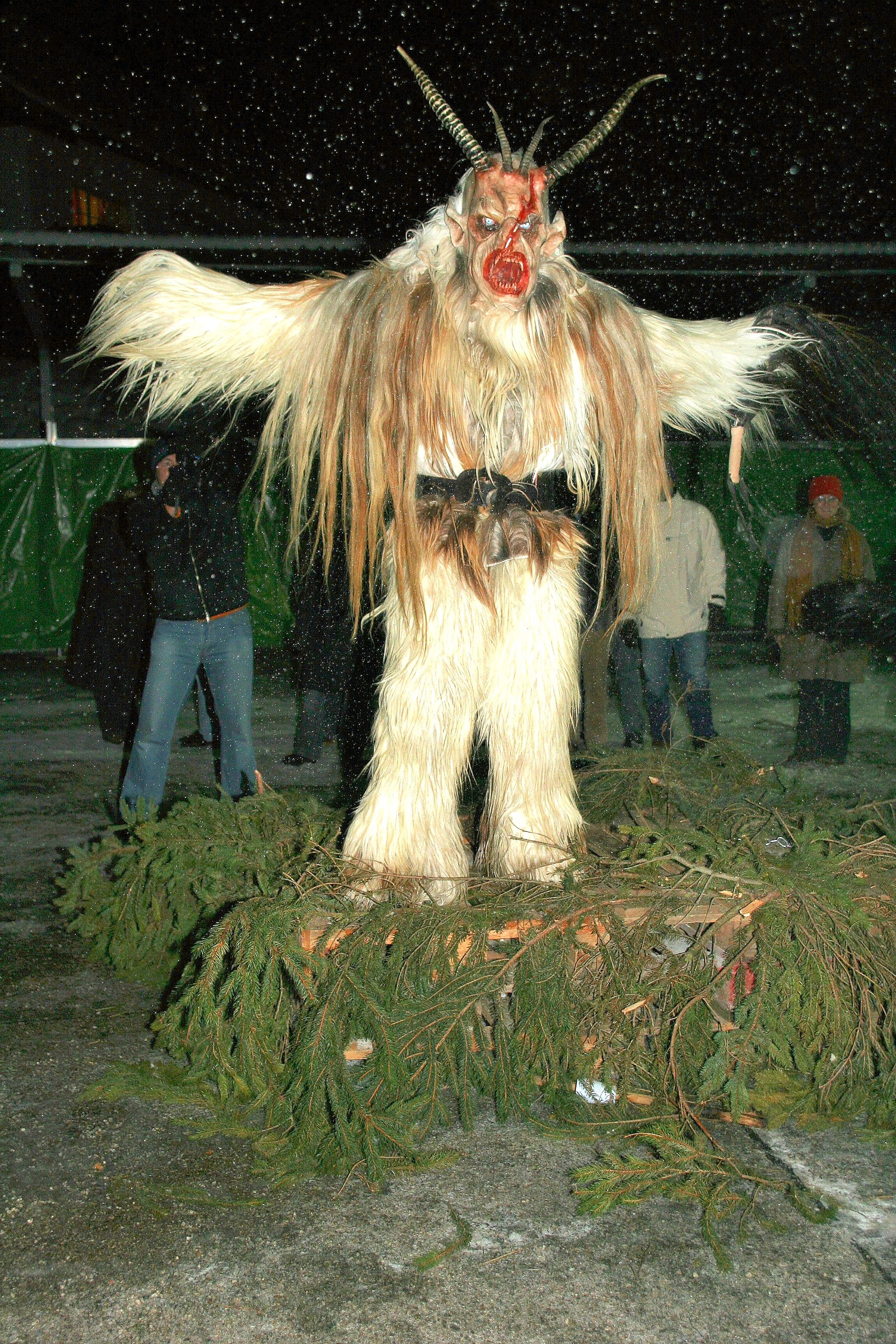
Krampus à Salzbourg.
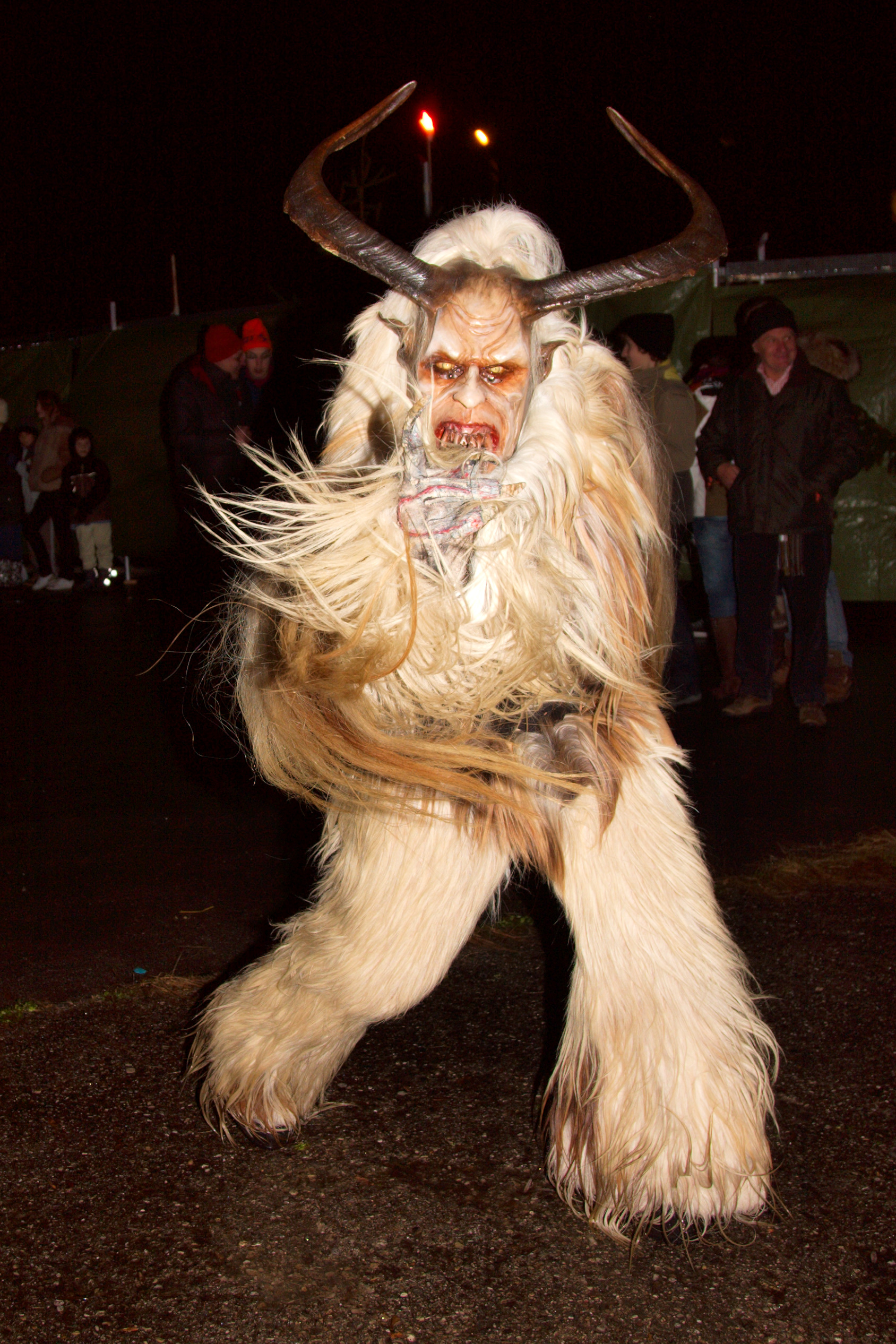
Krampus à Morzger Pass à Salzbourg.
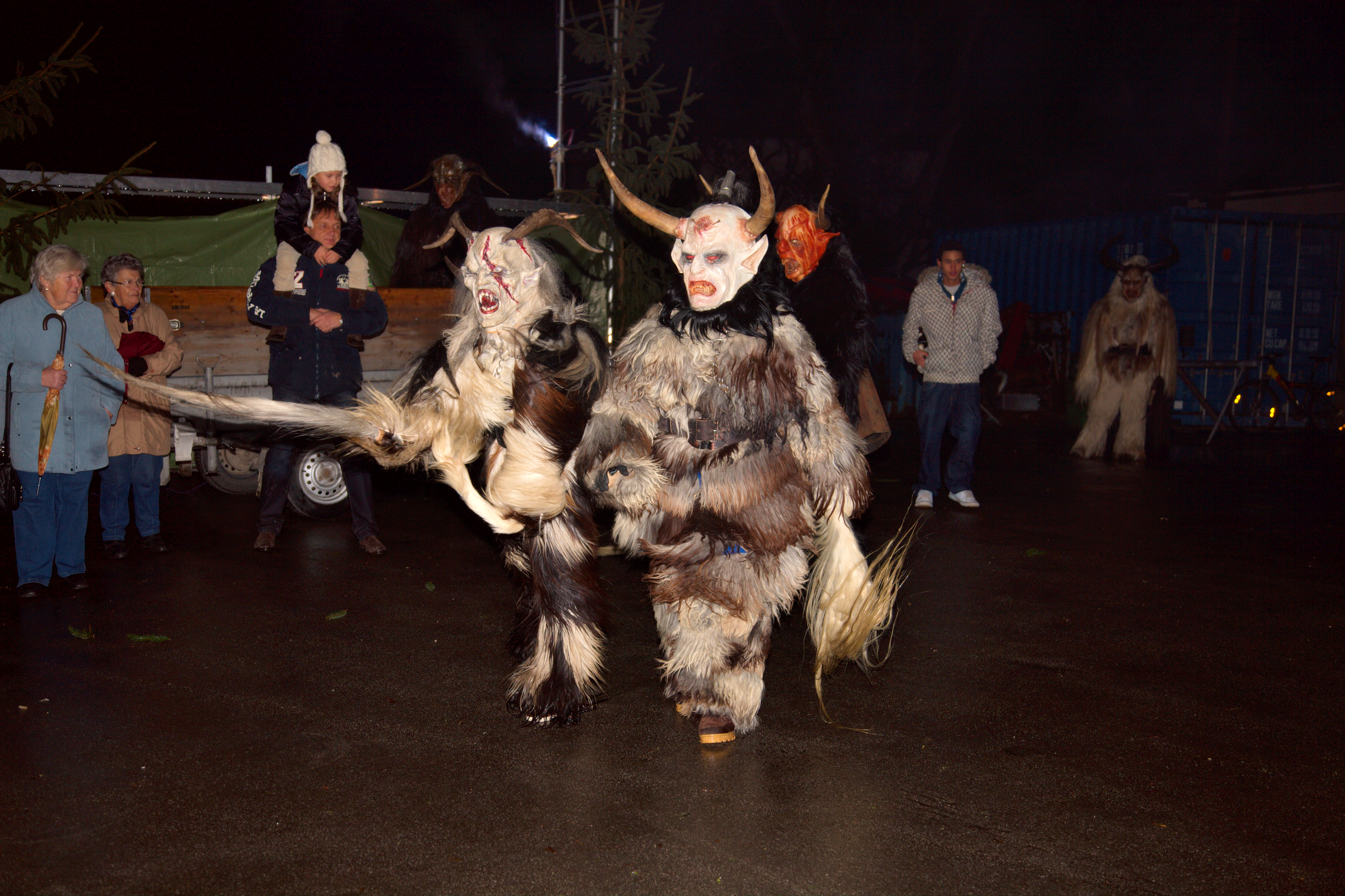
Effrayant les passants.
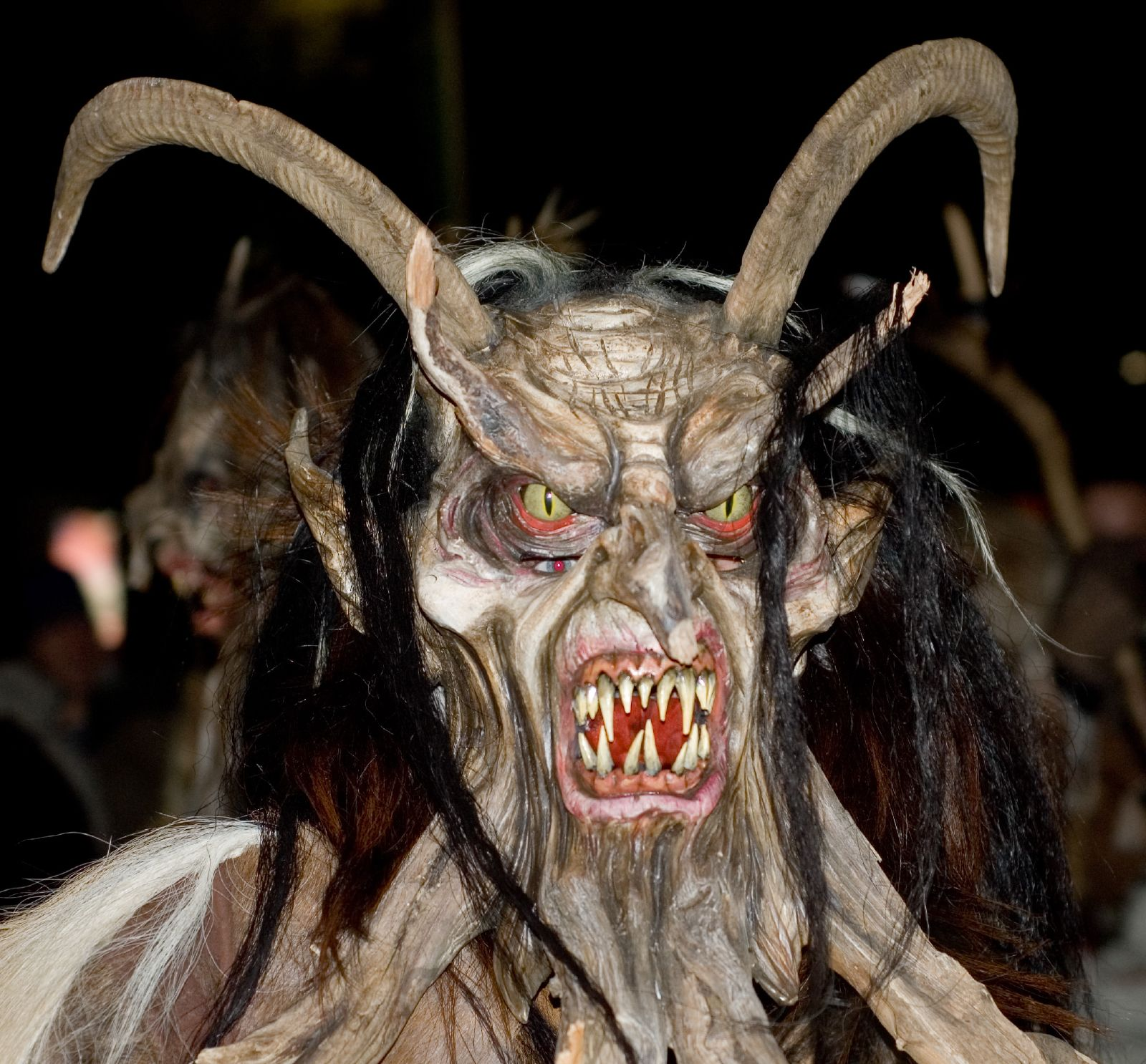
Masque de Krampus.
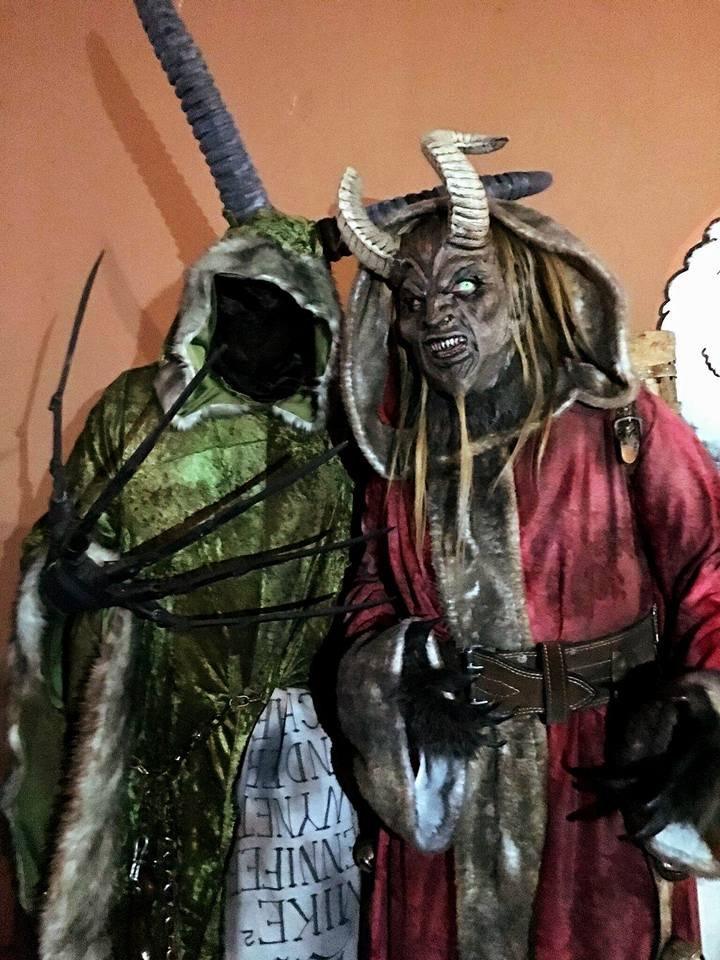
Krampus.

## Dans d'autres pays

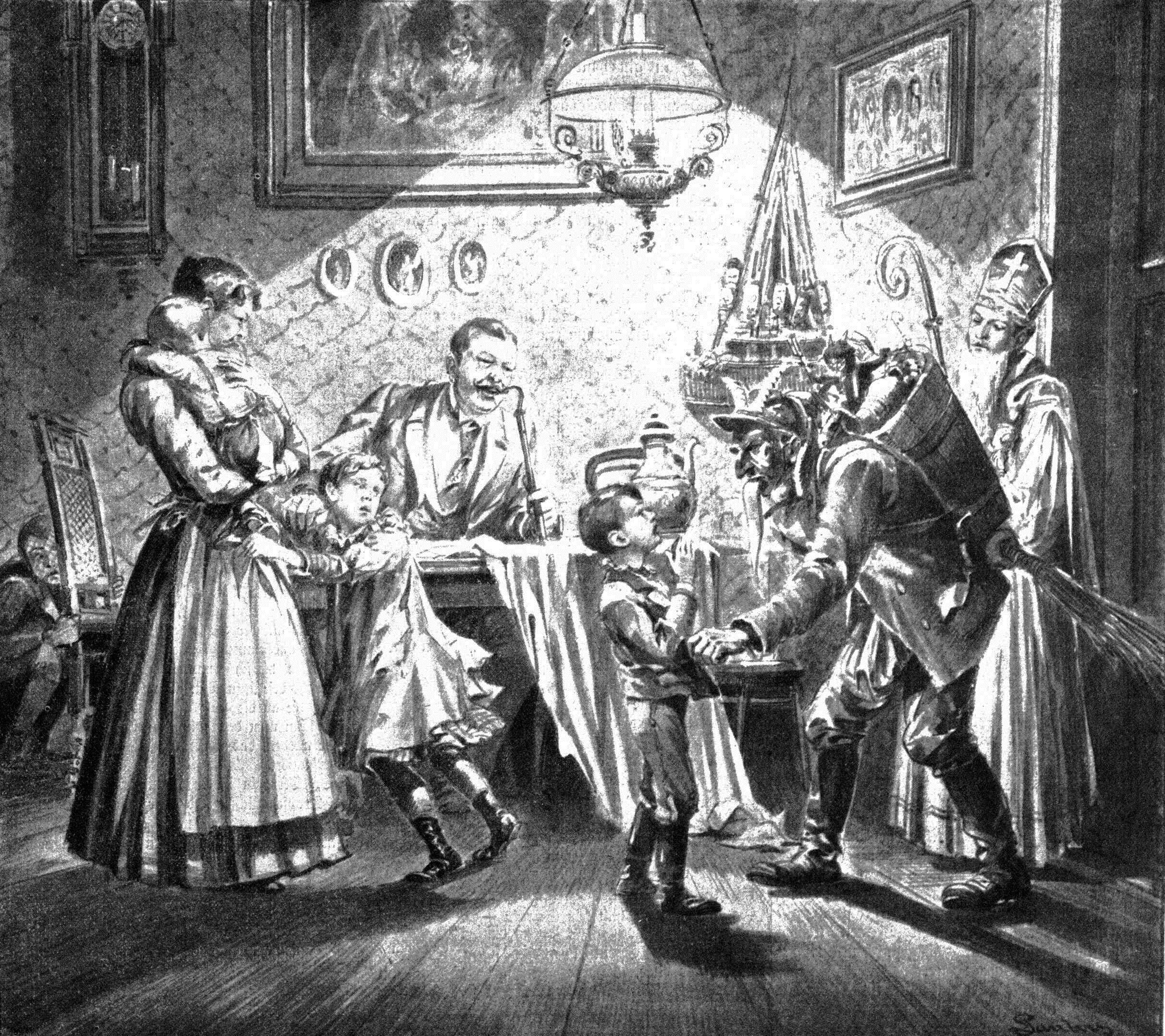
Illustration de saint Nicolas et du Krampus (Autriche, 1896).

Saint Nicolas est accompagné de différents personnages selon les régions ou les pays :
- Dans le folklore alsacien et lorrain, son acolyte se nomme Hans Trapp, Rubelz, père Fouettard.
- En Belgique et aux Pays-Bas, saint Nicolas est accompagné de Zwarte Piet. Appelé également père Fouettard en Belgique francophone et dans le Nord de la France, ou encore Hanscrouf en province de Liège. Il est un personnage sympathique et de bonne volonté.
- En Allemagne, saint Nicolas peut être accompagné de Ruprecht ou Serviteur Ruprecht (père Fouettard) et Houseker (variante orthographique :  Housécker) au Luxembourg.
- En Suisse, saint Nicolas est entouré de ses pères Fouettard, appelés Schmutzli, en suisse allemand.
- Dans le Sud-Ouest de l'Allemagne, il est accompagné de Belsnickel.
- En Pologne, Ryszard Pospiech est l'acolyte de saint Nicolas.

## Voir aussi

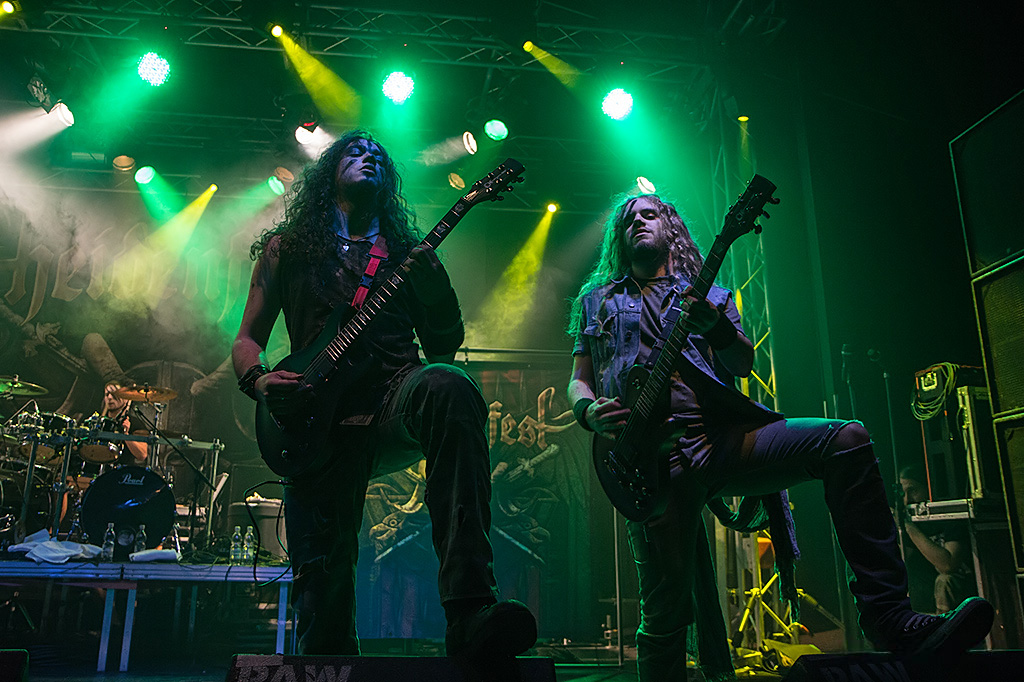
Le groupe Krampus au Heidenfest (2012).